# Cancerregistret
Cancerregistret är ett nationellt register över nyupptäckta tumörer. Till det nationella cancerregistret rapporteras främst maligna primärtumörer och förstadier till maligna tumörer (t.ex. cancer in situ) samt vissa benigna (godartade) tumörer som kan utgöra ett allvarligt problem beroende på var i kroppen de växer.  tumörsjukdomar. Cancerregistret utgör en grund för forskning och fyller dessutom en roll att kunna jämföra med internationella register.  Cancerregistret blev etablerat år 1958 och information införs regionalt i diverse sjukvårdsregioner. Alla läkarna har dock anmälningsplikt och för att säkerställa att detta sköts kontrollerar Socialstyrelsen registret. Registret är dock befolkning- och inte sjukhusbaserat. 

## Innehåll
Ungefär 60 000 maligna cancerfall, som syftar på antalet rapporterade tumörer, redovisas till cancerregistret varje år. Det innehåller personlig information som till exempel personnummer, kön, diagnosdatum samt tumörutbredning vid diagnostillfället.  
Sedan år 2004 finns det även ett register över basalcellscancer som är kopplat till cancerregistret. Basalcellcancer är den vanligaste hudcancerformen. Den har emellertid oftast god prognos. I Sverige drabbas cirka 40 000 personer av basalcellscancer per år. 